# Polissia (obwód połtawski)
Polissia (ukr. Полісся) – wieś na Ukrainie, w obwodzie połtawskim, w rejonie połtawskim, w hromadzie Kobelaky. W 2001 liczyła 417 mieszkańców, wśród których 402 wskazało jako ojczysty język ukraiński, 13 rosyjski, 2 mołdawski, a 1 białoruski.